# Tadeusz Zieliński (partyzant)
Tadeusz Zieliński ps. „Igła” (ur. 27 września 1927 w Gaju, gm. Skaryszew (obecnie część Skaryszewa), zm. 24 czerwca 1948) – żołnierz Armii Krajowej, dowódca oddziału Wolności i Niezawisłości działającego w Radomskiem i Kieleckiem.

## Życiorys
Syn Maksymiliana i Heleny z domu Majchrzyk, rodzice byli drobnymi rolnikami. Miał młodszego brata Henryka. Ukończył cztery klasy szkoły powszechnej i szkołę krawiecką w Skaryszewie. W konspiracji od 1943 od wstąpienia do Armii Krajowej. Znalazł się w składzie 72 Pułku Piechoty Armii Krajowej, sformowanego na początku 1944 w Obwodzie Radom AK. Po zakończeniu wojny nie złożył broni.
Prawdopodobnie uczestniczył w akcji rozbicia więzienia w Kielcach w nocy z 4 na 5 sierpnia 1945, gdzie zgrupowanie liczące ok. 200 żołnierzy AK, dowodzone przez kpt. Antoniego Hedę "Szarego", opanowało miasto i rozbiło więzienie, uwalniając kilkuset więźniów i w akcji uwolnienia nocą z 8 na 9 września 1945 przez oddział Stefana Bembińskiego „Harnasia” kilkuset aresztantów z więzienia w Radomiu, w tym wielu żołnierzy Armii Krajowej. Według Stefana Bembińskiego za udział w tej akcji odznaczony został
Krzyżem Walecznych. W styczniu
1946 znalazł się w składzie grupy partyzanckiej Stefana Nowackiego „Zagóry”, od marca 1946, po rozłamie w oddziale - dowódca samodzielnego oddziału WIN liczącego kilkadziesiąt osób. 
Oddział „Igły” wchodzący w skład zgrupowania dowodzonego przez Franciszka Jaskulskiego  ps.„Zagon”, „Zagończyk”, przeprowadził szereg operacji bojowych. Kilkakrotnie stoczył duże bitwy z oddziałami NKWD, UB i KBW, m.in. w czerwcu 1946 – wraz z kilkoma innymi oddziałami – pod Zwoleniem, w walkach zginęło ponad 20 żołnierzy Armii Czerwonej. W czasie zasadzki zorganizowanej 18 lipca 1946 pod Skaryszewem oddział „Igły” zabił ppłk. Alfreda Wnukowskiego, dowódcę Korpusu Bezpieczeństwa Wewnętrznego w Rzeszowie, jego żonę Irenę oraz 7 żołnierzy z ochrony. Był to najwyższy stopniem oficer sił bezpieczeństwa w Polsce, który zginął z rąk żołnierzy podziemia antykomunistycznego. Oddział „Igły” przeprowadził także szereg akcji likwidacyjnych.
25 lipca 1946 grupa pozorowana UB-NKWD, udająca delegację krajowego kierownictwa WiN, które rzekomo prowadzi akcję scaleniową rozproszonych oddziałów partyzanckich, aresztowała por. Jaskulskiego - „Zagończyka”. W końcu sierpnia 1946 kierownictwo Związku Zbrojnej Konspiracji WiN obwodu radomskiego po dłuższych rozmowach z UB zawarło porozumienie o legalizacji z komunistami, zobowiązując się złożyć broń do 6 września 1946, pod warunkiem, że od 31 sierpnia w całym regionie obowiązywać będzie zawieszenie broni i zostaną wstrzymane obławy prowadzone przez aparat represji. MBP przyjęło tę propozycję, obiecując też zwolnienie zatrzymanych, w tym „Zagończyka”. 6 września 1946 Tadeusz Zieliński ujawnił się sam i zgłosił do ujawnienia 57 żołnierzy oddziału, zdając częściowo broń. „Igła” nie ujawnił dowódców, ani członków siatki terenowej WiN, którym jednocześnie zdecydowanie odradzał dekonspirację przed UB. Pomimo ujawnienia się ludzi i struktur ZZK WiN UB nie dotrzymało obietnicy zwolnienia por. Jaskulskiego. 17 stycznia 1947 został on skazany przez Wojskowy Sąd Rejonowy w Kielcach na karę śmierci, wyrok wykonano 19 lutego 1947, na trzy dni przed wejściem w życie ustawy o amnestii, która pozwalałaby zamienić karę na dożywocie lub 15 lat pozbawienia wolności.
Ponieważ funkcjonariusze UB aresztowali we wrześniu 1946 kilkudziesięciu właśnie ujawnionych członków podziemia, z zastępcą „Zagończyka”  ppor. Kozłowskim „Orionem”, oskarżając aresztowanych o prowadzenie "podwójnej gry", w październiku 1946 Tadeusz Zieliński powrócił do lasu, odtwarzając mniej liczny, kilkunastoosobowy oddział. 
Ostatnią walkę stoczył 14 czerwca 1948 pod wsią Dzierzkówek. Pomimo wielkiej przewagi liczebnej po stronie UB i KBW, „Igła” zdołał przebić się z okrążenia. W walce zginęli: Feliks Dębiec „Wilk”, zastępca „Igły”, Marian Frąk „Kudejar” i Józef Budzyński „Żandarm”. Po tej klęsce postanowił przejść na teren województwa łódzkiego, w Piotrkowskie. 24 czerwca 1948 został postrzelony z broni maszynowej w nogi przez żołnierza z jego oddziału, który chciał go wydać w ręce MBP. Tadeusz Zieliński, chcąc uniknąć aresztowania przez bezpiekę, popełnił samobójstwo rozrywając się granatem.
W Budkach Skaryszewskich obecnej dzielnicy Skaryszewa w 1952 zbudowano pomnik poświęcony Alfredowi Wnukowskiemu i sześciu innym ofiarom akcji oddziału dowodzonego przez Tadeusza Zielińskiego, usunięty w 2016.
W 2001 zbudowano pomnik upamiętniający Tadeusza Zielińskiego oraz żołnierzy WiN w Radomiu, a w 2012 w miejscowości Dzierzkówek Stary.